# Efekt Veblena

Efekt Veblena i efekt spekulacyjny.
D – popyt
P – cena towaru
Q – liczba jednostek towaru, którą konsumenci chcą zakupić po danej cenie

Efekt Veblena, także efekt demonstracji, efekt prestiżowy i paradoks Veblena – wzrost wielkości popytu na dobra luksusowe mimo wzrostu cen tych dóbr.
Efekt Veblena dotyczy najbogatszych grup społecznych. Posiadanie dóbr luksusowych jest środkiem dowartościowania się, dlatego popyt na nie jest tym większy, im mniej ludzi je posiada i – paradoksalnie – rośnie wraz z ceną. Przyczyna tego zjawiska tkwi w chęci ukazania przez najzamożniejsze grupy społeczne swojego statusu materialnego za sprawą posiadanych dóbr luksusowych. Przykładami tego rodzaju dóbr są rzadkie dzieła sztuki i markowe ubiory znanych projektantów mody.
Nazwa pochodzi od nazwiska socjologa Thorsteina Veblena, a został opisany po raz pierwszy w jego książce Teoria klasy próżniaczej, gdzie przedstawia on teorię, według której ludzie kupują dobra materialne, by używać ich na pokaz (tzw. konsumpcja na pokaz).